# Ralph Felton
Ralph Felton (21 de maio de 1932 - 22 de janeiro de 2011) foi um jogador de futebol americano estadunidense.